# Pollenia mallochi
Pollenia mallochi är en tvåvingeart som beskrevs av Blackith 1991. Pollenia mallochi ingår i släktet vindsflugor, och familjen spyflugor. Inga underarter finns listade i Catalogue of Life.